# José Claramunt Gallardo
José Claramunt Gallardo es un ex ciclista profesional español. Nació en Manresa (provincia de Barcelona) el 25 de febrero de 1964. Sólo fue profesional dos años, entre 1986 y 1987.
Su hermano menor Javier Claramunt también fue ciclista profesional.

## Palmarés
No obtuvo victorias en el campo profesional.

## Equipos
- Colchón CR (1986-1987)